# 沙巴印度国民大会党
沙巴印度国民大会党（英語：Sabah Indian Congress；简称：SIC）是一个已不存在的北婆罗洲直辖殖民地和马来西亚沙巴州的印裔政党。该党由K·J·佐瑟成立于1962年，以代表北婆罗州的印裔。该党成立后即加入沙巴联盟，并且获得一席官委州议员。由于沙巴人口中印裔人口不及1%，该党早年在沙巴联盟政府中，根本毫无影响力可言，徒具象征意义而已。
随着不以族裔为诉求的沙巴人民联合阵线在1976年沙巴州选举击败沙巴联盟，人民党州政府废除了官委州议员制度，沙巴国大党因此失去了唯一的州议员。此后，沙巴国大党作为马来西亚印度国民大会党沙巴州联会存在，并且不曾上阵任何国州议席。
随着国民阵线在第14届全国大选中首次失去执政权，国大党沙巴州联会主席維佐迪带领整个州联会退出国大党，并于2019年7月1日成立沙巴印度人团结党，以继续维护州内印裔权益。